# Tátraalja
Tátraalja (1899-ig Forberg, szlovákul: Stráne pod Tatrami, korábban Folvarky, németül: Vorberg) község Szlovákiában, az Eperjesi kerületben, a Késmárki járásban.

## Fekvése
Késmárktól 5 km-re északnyugatra, a Poprád és a Magas-Tátra között fekszik.

## Története
A falu a késmárki városi major mellett keletkezett a késmárki határban. 1438-ban „Forwerk” néven említik először. Ekkor már állt a falu Szent Márton tiszteletére szentelt temploma. A 16. században zsellérek lakták. A 18. században németekkel telepítették be, akik meghatározott időre adómentességet kaptak. 1787-ben 41 házában 295 lakos élt.
A 18. század végén Vályi András így ír róla: „FORBERG. Német falu Szepes Vármegyében, földes Ura Kézsmárk Városa, lakosai katolikusok, és evangelikusok, fekszik Készmárktól kis fél mértföldnyire, ’s ennek filiája. Középszerű határjában legelője elég, ’s mind a’ kétféle fája van; és két közel való piatzozása hasznos, második Osztálybéli.”
1828-ban 49 háza volt 377 lakossal.
Fényes Elek 1851-ben kiadott geográfiai szótárában így ír a faluról: „Forberg, német falu, Szepes vmegyében, a Kárpát hegyek közt, Késmárkhoz tartozik, ahhoz 1 órányira: 48 kath., 329 evang. lak. és szentegyházzal.”
A trianoni diktátumig Szepes vármegye Késmárki járásához tartozott.

## Népessége
| Év:            | 1994. | 2004.    | 2014.    | 2024.   |
| -------------- | ----- | -------- | -------- | ------- |
| Emberek száma: | 906   | 1291     | 2329     | 2528    |
| Eltérés:       |       | +42,49 % | +80,40 % | +8,54 % |

| Év:            | 2023. | 2024.   |
| -------------- | ----- | ------- |
| Emberek száma: | 2464  | 2528    |
| Eltérés:       |       | +2,59 % |

1910-ben 323, többségben német anyanyelvű lakosa volt, jelentős szlovák kisebbséggel.
2001-ben 1147 lakosából 896 szlovák és 233 cigány volt.
2011-ben 2083 lakosából 1078 cigány és 509 szlovák volt.
A korábban német többségű település ma arányaiban a legnagyobb számú cigány lakossággal rendelkező szlovákiai települések közé tartozik.

## Neves személyek
- Itt született 1851-ben Greisiger Mihály természettudós, orvos, lepidopterológus, ornitológus.

## Nevezetességei
- Szent Márton temploma a 13. század végén épült, a 15. és a 17. században átépítették. 15. századi késő gótikus szobrai vannak. Epitáfiuma reneszánsz stílusú, másodlagosan oltárként használják.
- Evangélikus temploma 1802-ben épült klasszicista stílusban.